# Campaña de nacionalización
En la historia de Brasil, se conoce con el nombre de campaña de nacionalización al conjunto de medidas adoptadas durante el Estado Novo de Vargas para reducir la influencia de las comunidades inmigrantes en Brasil y en el extranjero para obligar a su integración con la población brasileña.
Inicialmente, en 1938, se ocupó de la nacionalización de la educación: la enseñanza exclusiva de la lengua Portuguesa, la obligación de las escuelas de tener nombres brasileños, sólo brasileños nativos podrían servir en posiciones de liderazgo, los maestros debían ser brasileños nativos o naturalizados graduados en escuelas brasileñas, las lecciones debían ser enseñados en portugués, prohibió la enseñanza de lenguas extranjeras para los niños menores de 14 años, donaciones de gobiernos extranjeros e instituciones fueron prohibidos, fueron introducidas las materias obligatorias de educación moral y cívica, y la educación física (que debería ser llevada a cabo por instructores militares).
En 1939 se implementaron nuevas medidas: la prohibición de hablar idiomas extranjeros en público, incluso durante las ceremonias religiosas (el Ejército debía revisar las "zonas de colonización extranjera"). Las asociaciones culturales y recreativas tuvieron que cancelar todas las actividades que pudieran estar asociados con otras culturas.
Así comenzó la represión de los idiomas de las minorías étnicas, a través del proceso conocido como "nacionalización de la educación" y que tenía la intención de sellar el destino de las lenguas de la inmigración en Brasil, especialmente los alemanes e italianos en la región colonial de Santa Catarina y Rio Grande do Sul.Fue en estos dos estados en los que la estructura de los pequeños agricultores y la colonización de determinadas regiones homogéneas garantizar las condiciones adecuadas para la reproducción de alemanes e italianos, en especial la represión lingüística en el concepto jurídico de "crimen idiomático", inventado por el Estado de Nueva alcanzó su mayor dimensión 
También los medios de comunicación se vieron afectados, con la censura de programas de radio y restricciones a la prensa de lengua extranjera. En una primera etapa los periódicos estaban obligados a tener un escritor brasileño (a cargo de la censura) y publicar ediciones bilingües y artículos de autores brasileños patrióticos. Luego vino la prohibición permanente, con la desaparición de la mayoría de periódicos y revistas afectados. nombres de las calles, señales y carteles de las tiendas y fábricas, y el nombre de los clubes y asociaciones se han visto afectados.
En 1942, con la entrada de Brasil en la Segunda Guerra Mundial hubo represión, con restricciones a las libertades individuales: la necesidad de permiso para viajar dentro del país, la incautación de libros, revistas, periódicos y documentos, la destrucción de parte de la memoria histórica de inmigración y posible encarcelamiento de aquellos que no hablaran portugués. Se creó el "Crimen idiomatico", por el cual las personas podrían ser presas por no hablar portugués (en casa o en público).
Desde el resurgimiento del proceso en 1942, los arrestos aumentaron de en la ciudad de Blumenau, por ejemplo, de 282 en 1941, sobre todo por acontecimientos comunes, tales como la embriaguez o peleas en los bailes, a 861 al año siguiente, el que 271, es decir, el 31,5%, por la única razón de haber hablado un "idioma extranjero". Esto significó la detención de un 1,5% de la población total del municipio durante este año y llevó al silenciamiento de la población. Ese mismo año el Ejército brasileño, específicamente el Batallón 32 de Cazadores, integrado principalmente por soldados transferidos desde el Nordeste, se mudó a Blumenau a "enseñar los catarinenses a ser brasileños", sellando toda la correspondencia al Vale do Itajaí con la frase del exgobernador y excanciller, Lauro Müller: "Quién nació en Brasil o es un brasileño o es un traidor"
Las políticas anti-idiomaticas de Vargas solo abandonaron oficialmente en 1986.